# Cryphia radiata
Cryphia radiata är en fjärilsart som beskrevs av Charles Boursin 1954. Cryphia radiata ingår i släktet Cryphia och familjen nattflyn. Inga underarter finns listade i Catalogue of Life.